# MS 2137-2353
MS 2137-2353 (o ClG 2137-2353) è un ammasso di galassie situato in direzione della costellazione del Capricorno alla distanza di oltre 3,4 miliardi di anni luce dalla Terra (light travel time).
È stato uno dei 25 ammassi di galassie studiati con il Telescopio spaziale Hubble nel corso di una campagna di osservazioni denominata Cluster Lensing And Supernova survey with Hubble (CLASH) nel corso di un periodo di tre anni e mezzo (2010-2013).
L'effetto di lente gravitazionale ha permesso di individuare una serie di galassie remote situate alle spalle dell'ammasso con un redshift, calcolato con metodo fotometrico, compreso tra 5,7 e 6,7.

## Galassie remote individuate dal lensing gravitazionale
La tabella riporta la lista di galassie remote "candidate". Il redshift è stato calcolato con metodo fotometrico.
| Nome        | R.A.          | DEC          | Distanza (Miliardi a.l.)(*) | Redshift (z) |
| ----------- | ------------- | ------------ | --------------------------- | ------------ |
| MS2137-0207 | 21h 40m 13.4s | -23° 38′ 44″ | 12,493                      | 6,7          |
| MS2137-0300 | 21h 40m 12.6s | -23° 38′ 39″ | 12,307                      | 5,7          |
| MS2137-0450 | 21h 40m 20.6s | -23° 39′ 08″ | 12,329                      | 5,8          |
| MS2137-0593 | 21h 40m 17.9s | -23° 38′ 40″ | 12,307                      | 5,7          |
| MS2137-0830 | 21h 40m 12.1s | -23° 39′ 39″ | 12,350                      | 5,9          |
| MS2137-1555 | 21h 40m 18.1s | -23° 40′ 38″ | 12,389                      | 6,1          |

(*) ("light travel time")